# 안드레아 포르투나토
안드레아 포르투나토(이탈리아어: Andrea Fortunato, 1971년 7월 26일 ~ 1995년 4월 25일)는 이탈리아의 축구 선수로, 포지션은 수비수였다. 1995년 4월 25일에 백혈병으로 사망했다.

## 생애
안드레아 포르투나토는 1971년 7월 26일에 살레르노의 중산층 가정에서 태어났다. 그의 아버지인 주세페는 심장 질환 전문의로 일했고 어머니인 루치아는 사서로 근무했다. 어린 시절부터 축구, 수영, 수구를 즐겼고 13세 시절에 코모 청소년 클럽에 입단하면서 축구를 시작했다.
안드레아 포르투나토는 1988년에 코모 1군 팀으로 승격된 이후에 레프트 백으로 활동했다. 17세 시절이던 1989년 10월 29일에 열린 코센차와의 홈 경기에 처음 출전하면서 세리에 B 무대에 데뷔했으며 코모는 코센차에 1-0 승리를 기록했다. 1989-90 시즌에서는 16경기에 출전했지만 코모의 세리에 C1 강등을 막지 못했다. 1990-91 세리에 C1 시즌에서는 27경기에 출전했지만 코모는 베네치아와의 승강 플레이오프에서 패배하면서 세리에 B 승격에 실패하고 만다.
안드레아 포르투나토는 1991-92 세리에 B 시즌에서 피사로 이적하여 25경기에 출전했으며 1992년에는 제노아로 이적했다. 1992년 9월 6일에 열린 피오렌티나와의 원정 경기에 처음 출전하면서 세리에 A 무대에 데뷔했는데 제노아는 피오렌티나와 1-1 무승부를 기록했다. 1992-93 세리에 A 시즌에서는 라이트 백이었던 크리스티안 파누치와 함께 제노아의 주전 수비수로 활동했고 33경기에 출전하여 3골을 기록했다.
안드레아 포르투나토는 1993년에 유벤투스로 이적한 이후에 로베르토 바조, 파브리치오 라바넬리, 잔루카 비알리에게 정확한 크로스를 전달하면서 주목을 받았다. 1993년 9월 22일에는 에스토니아 탈린에서 열린 에스토니아와의 1994년 FIFA 월드컵 유럽 지역 예선 원정 경기에서 그의 처음이자 마지막이기도 한 이탈리아 축구 국가대표팀 출전 기록을 세웠는데 이탈리아는 에스토니아에 3-0 승리를 기록했다. 이탈리아 축구 국가대표팀의 감독을 맡고 있던 아리고 사키는 이탈리아 축구 국가대표팀의 주전 수비수였던 파올로 말디니, 프랑코 바레시와의 유사성 때문에 그를 1994년 FIFA 월드컵에 참가시키려는 계획을 세웠지만 성사되지는 않았다.
안드레아 포르투나토는 1994년 5월에 백혈병 진단을 받으면서 국가대표팀에 더 이상 발탁되지 않았다. 골수 기증자를 찾은 안드레아 포르투나토는 토리노에 위치한 병원에서 화학 요법을 받았지만 여동생의 골수를 이식하는 수술은 실패하고 만다. 페루자에 위치한 병원으로 이송된 안드레아 포르투나토는 아버지의 골수를 이식하는 수술이 성공하면서 상태가 좋아졌다. 하지만 독감, 폐렴에 감염되면서 회복할 수 없는 상황에 이르게 되었고 1995년 4월 25일에 페루자에 위치한 병원에서 사망하고 만다. 이탈리아 축구 국가대표팀은 리투아니아 빌뉴스에서 열린 리투아니아와의 UEFA 유로 1996 예선 원정 경기에 앞서 그를 추모하는 묵념의 시간을 가졌다.
안드레아 포르투나토의 장례식은 1995년 4월 27일에 그의 고향인 살레르노에서 열렸다. 안드레아 포르투나토는 유벤투스 소속으로 활약하던 동안에 27경기에 출전하여 1골을 기록했고 유벤투스는 1994-95 시즌에서 세리에 A 우승, 코파 이탈리아 우승, UEFA컵(현재의 UEFA 유로파리그) 준우승을 경험했다.

## 수상
유벤투스
- 세리에 A 1회 우승 (1994-95)
- 코파 이탈리아 1회 우승 (1994-95)
- UEFA컵 1회 준우승 (1994-95)